# Liste von Bergen und Erhebungen in der Elfenbeinküste
Dies ist eine Liste von Bergen und Erhebungen in der Elfenbeinküste:
| Höhe   | Name                | Region             | Koordinate            | Bemerkung        |
| ------ | ------------------- | ------------------ | --------------------- | ---------------- |
| 1752 m | Mont Richard-Molard |                    | 07° 34′ N, 008° 28′ W | höchste Erhebung |
| 1144 m | Mont Zo             | Dix-Huit Montagnes | 07° 25′ N, 007° 54′ W |                  |
| 1070 m | Mont No             | Dix-Huit Montagnes | 07° 39′ N, 007° 42′ W |                  |
| 1066 m | Mont Zan            | Dix-Huit Montagnes | 07° 29′ N, 007° 32′ W |                  |
| 1051 m | Sangrou             | Dix-Huit Montagnes | 08° 01′ N, 007° 19′ W |                  |
| 0913 m | Tyouri              | Denguélé           | 09° 29′ N, 007° 09′ W |                  |
| 0902 m | Bo                  | Bafing             | 09° 01′ N, 007° 51′ W |                  |
| 0893 m | Bougouri            | Denguélé           | 09° 28′ N, 006° 50′ W |                  |
| 0881 m | La Dent de Man      | Dix-Huit Montagnes | 07° 27′ N, 007° 33′ W |                  |
| 0872 m | Gan                 | Dix-Huit Montagnes | 08° 04′ N, 007° 28′ W |                  |
| 0860 m | Saratigikourou      | Denguélé           | 09° 51′ N, 007° 00′ W |                  |